# Liste der Präsidenten der American Economic Association
In dieser Liste sind die Präsidenten der American Economic Association (AEA) verzeichnet:
- 1886–1892 Francis Amasa Walker
- 1893 Charles Franklin Dunbar
- 1894–1895 John Bates Clark
- 1896–1897 Henry Carter Adams
- 1898–1899 Arthur T. Hadley
- 1900–1901 Richard Ely
- 1902–1903 Edwin R. A. Seligman
- 1904–1905 Frank William Taussig
- 1906–1907 Jeremiah Jenks
- 1908 Simon N. Patten
- 1909 Davis R. Dewey
- 1910 Edmund J. James
- 1911 Henry W. Farnam
- 1912 Frank A. Fetter
- 1913 David Kinley
- 1914 John H. Gray
- 1915 Walter F. Willcox
- 1916 Thomas N. Carver
- 1917 John Rogers Commons
- 1918 Irving Fisher
- 1919 Henry B. Gardner
- 1920 Herbert J. Davenport
- 1921 Jacob H. Hollander
- 1922 Henry R. Seager
- 1923 Carl C. Plehn
- 1924 Wesley Clair Mitchell
- 1925 Allyn A. Young
- 1926 Edwin W. Kemmerer
- 1927 Thomas S. Adams
- 1928 Fred M. Taylor
- 1929 Edwin Francis Gay
- 1930 Matthew B. Hammond
- 1931 Ernest L. Bogart
- 1932 George E. Barnett
- 1933 William Z. Ripley
- 1934 Harry A. Millis
- 1935 John Maurice Clark
- 1936 Alvin Johnson
- 1937 Oliver M. W. Sprague
- 1938 Alvin Hansen
- 1939 Jacob Viner
- 1940 Frederick C. Mills
- 1941 Sumner Slichter
- 1942 Edwin Griswold Nourse
- 1943 Albert B. Wolfe
- 1944 Joseph S. Davis
- 1945 I. L. Sharfman
- 1946 Emanuel A. Goldenweiser
- 1947 Paul Howard Douglas
- 1948 Joseph Schumpeter
- 1949 Howard S. Ellis
- 1950 Frank Knight
- 1951 John H. Williams
- 1952 Harold Adams Innis
- 1953 Calvin B. Hoover
- 1954 Simon Smith Kuznets
- 1955 John D. Black
- 1956 Edwin E. Witte
- 1957 Morris A. Copeland
- 1958 George W. Stocking
- 1959 Arthur F. Burns
- 1960 Theodore W. Schultz
- 1961 Paul A. Samuelson
- 1962 Edward Sagendorph Mason
- 1963 Gottfried Haberler
- 1964 George Stigler
- 1965 Joseph J. Spengler
- 1966 Fritz Machlup
- 1967 Milton Friedman
- 1968 Kenneth Ewart Boulding
- 1969 William J. Fellner
- 1970 Wassily Leontief
- 1971 James Tobin
- 1972 John Kenneth Galbraith
- 1973 Kenneth Arrow
- 1974 Walter Heller
- 1975 Robert Aaron Gordon
- 1976 Franco Modigliani
- 1977 Lawrence Klein
- 1978 Jacob Marschak (vor Amtsantritt verstorben)
- 1978 Tjalling C. Koopmans
- 1979 Robert M. Solow
- 1980 Moses Abramovitz
- 1981 William J. Baumol
- 1982 Gardner Ackley
- 1983 W. Arthur Lewis
- 1984 Charles Schultze
- 1985 Charles P. Kindleberger
- 1986 Alice Rivlin
- 1987 Gary Becker
- 1988 Robert Eisner
- 1989 Joseph A. Pechman
- 1990 Gérard Debreu
- 1991 Thomas Schelling
- 1992 William Vickrey
- 1993 Zvi Griliches
- 1994 Amartya Sen
- 1995 Victor R. Fuchs
- 1996 Anne O. Krueger
- 1997 Arnold Harberger
- 1998 Robert Fogel
- 1999 D. Gale Johnson
- 2000 Dale Jorgenson
- 2001 Sherwin Rosen
- 2002 Robert E. Lucas
- 2003 Peter A. Diamond
- 2004 Martin S. Feldstein
- 2005 Daniel McFadden
- 2006 George A. Akerlof
- 2007 Thomas Sargent
- 2008 Avinash Dixit
- 2009 Angus Deaton
- 2010 Robert Ernest Hall
- 2011 Orley Ashenfelter
- 2012 Christopher Sims
- 2013 Claudia Goldin
- 2014 William D. Nordhaus
- 2015 Richard Thaler
- 2016 Robert J. Shiller
- 2017 Alvin E. Roth
- 2018 Olivier Blanchard
- 2019 Ben Bernanke
- 2020 Janet Yellen
- 2021 David Card
- 2022 Christina Romer
- 2023 Susan Athey
- 2024 Janet Currie